# Občanské hnutí
Občanské hnutí (zkratka OH) bylo sociálně liberální politické hnutí, působivší na české politické scéně mezi léty 1991 a 1996, s kořeny v Občanském fóru. Jeho předsedou byl po celou dobu existence Jiří Dienstbier. Jeho členy byli též například Petr Pithart, Martin Bursík, Pavel Rychetský, Miloš Zeman nebo Jan Sokol.

## Historie hnutí
Hnutí bylo ustanoveno 27. dubna 1991 po oddělení Občanské demokratické strany z Občanského fóra. Většina jeho členů sympatizovala s představou „apolitické politiky“, již prosazoval především Václav Havel, proto bylo Občanské hnutí vnímáno jako hlavní dědic Občanského fóra. Již svým názvem Občanské hnutí deklarovalo rezervovaný přístup ke stranictví – po určitou dobu fungování hnutí bylo povoleno i kolektivní členství. Názorové odlišnosti členů hnutí mu neumožnily se profilovat ani pravicově, ani levicově, hnutí tak bylo řazeno na střední část politického spektra. Otevřeně však deklarovalo liberální orientaci.
Ve volbách do České národní rady v roce 1992 získalo Občanské hnutí 4,6 % hlasů a zůstalo tak těsně pod pětiprocentní vstupní klausulí. V reakci na to se v roce 1993 hnutí transformovalo v stranu Svobodní demokraté. Současně s tím byla oficiálně potvrzena liberální orientace strany a vymezení se vůči levici (Česká strana sociálně demokratická) i pravici (Občanská demokratická strana). Na přelomu let 1995 a 1996 se Svobodní demokraté sloučili s Liberální stranou národně sociální do subjektu nazvaného Svobodní demokraté – Liberální strana národně sociální. Tato unie ale neměla dlouhého trvání, již v roce 1998 část původních členů Občanského hnutí založila Stranu pro otevřenou společnost, jež měla jednu senátorku a podílela se na vládě v Libereckém kraji.